# Persea grandiflora
Persea grandiflora är en lagerväxtart som beskrevs av Kopp. Persea grandiflora ingår i släktet avokador, och familjen lagerväxter. Inga underarter finns listade i Catalogue of Life.